# اختبار أميس
اختبار أميس أو إيمز أو آيمز (بالإنجليزية: Ames test)‏ اختبار وضعه العالم بروس ايمس (بالإنجليزية: Bruce Ames)‏ في أوائل السبعينات، للتحقيق في المواد الكيميائية البيئية الجديدة أو القديمة للتأثيرات المسببة للسرطان باستخدام البكتيريا.
حيث يستخدم لتقييم الإمكانات التَطْفَيْرَيَّة للمركبات الكيميائية، من خلال استخدام عدة سلالات من جرثومة السَّلْمونيلَةُ التِّيفِيَّةُ الفَأْرِيَّة، والنتيجة الإيجابية لهذا الفحص تدل على أن المواد التي فُحصت يمكن أن تكون مسرطنة.

## نبذة عامة
أن الاعتقاد الأكثر شيوعا بشأن طبيعة البكتيريا، أنها كائنات ضارة ومسببة للأمراض، لكن الواقع هو أن البكتيريا كائنات مفيدة جدا في شتى المجالات وخصوصا مجالات البحث العلمي، ويعود السبب في ذلك إلى أن البكتيريا: متوفرة دائما، ولها القدرة على التضاعف بوقت قصير واظهار نتيجة سريعة للاختبارات المطبقة، كما أن البكتيريا تقوم بالعديد من الأنشطة الأيضية ويمكن حدوث واستحداث العديد من الطفرات الجينية في النوع الواحد.
يحدث السرطان في بعض الأحيان بسبب طفرة جينيه تؤثر على سير وظائف الخلية وانقساماتها، نتيجة للتغير في ترتيب القواعد النيتروجينية في الحمض النووي DNA حتى ولو كان بسيطا جدا، لكن من الضروري الأخذ بعين الاعتبار أن السرطان قد يكون بسبب الطفرات ولكن ليست جميع الطفرات تسبب السرطان.
تحدث الطفرات نتيجة لتعرض جسم الكائن الحي لعوامل خارجية منها: الإشعاع باليورانيوم، أشعة الميكروويف ،الأشعة السينية وبعض الكيماويات التي قد تنفذ خلال الخلية وتحدث تغيرفي المادة الوراثية.

### مبادئ الاختبار الثلاث
- التحول أو اكتساب صفة جينية يكون بسبب جين معدل مثل اكتساب الخلية أو الكائن الحي القدرة على تصنيع بعض المواد (التصنيع الحيوي ) biosynthesis .
- يكون مدى التحول في الصفات الجينية في ازدياد مطرد كلما زاد عدد الطفرات.

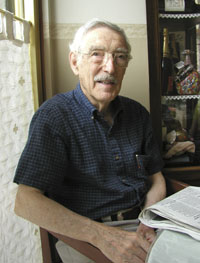
العالم بروس أيمز

- معظم أنواع السرطان سببه الرئيسي الطفرات الجينية.

#### عن الاختبار
اختبار وضعه العالم بروس ايمس (بالإنجليزية: Bruce Ames)‏ في أوائل السبعينات، وهو اختبار مبدأي للكشف عن المواد الكيميائية التي من المحتمل أن تسبب السرطان وذلك لأنها تحدث طفرات، لاسيما أن الاختبار يعتبر قصير جدا وغير مكلف. يستخدم اختبار أيمز سلالات بكتيريا سلمونيلا typhimuruim ذات القابلية الجيده لحدوث الطفرات في المادة الوراثية لها لكن ليست جميع سلالات السالمونيلا قابلة للطفرات. تستخدم سلالات السالمونيلا بغرض الكشف عن إمكانية حدوث الطفرات المتعددة frame shift في المادة الوراثية للسلالات (TA-1537 و TA-1538) وطفرة في مكان معين point mutation في السلالة (TA-1531) لكي تصبح البكتيريا قادرة على تصنيع Histidne التي ومن دونه تموت بعد فتره ولا تستطيع التضاعف، عند حدوث طفره في lipopolysaccharide يصبح جدار الخلية البكتيرية أكثر نفاذية مما يجعل الاختبار أكثر حساسية وأكثر قابلية لا عطاء نتائج واضحة وذلك بسبب تصنيع الهستدين ونمو البكتيريا.

## الطريقة العامة
يتم استخدام طبق مخبري يحتوي على الأجار والمواد الغذائية مع كمية قليلة من الحمض الأميني الهستدين وذلك لكي يتسنى للبكتيريا الوقت كي تبقى على قيد الحياة إلى أن تتضاعف قليلا وتحدث الطفرة والا ستموت، تتم زراعة السالمونيلا الغير قادرة على التضاعف بغياب الحمض الأميني، يتم إضافة عينة مستخلصة من كبد الفأر (خطوة اختيارية) وذلك لأنها تحتوي على الأنزيمات الحيوية التي تحفز سير العمليات الحيوية التي قد تؤدي لتحويلات تؤدي للطفرات ، في طبق مخبري آخر تتم زراعة السالمونيلا من نفس السلالة بنفس الطريقة والوسط مع إضافة إلى المادة المراد اختبار مدى قدرتها على احداث الطفرات، وذلك اما بخلط المادة الكيميائية مع الإجار والمواد الغذائية أو عن طريق صنع حفرة صغيره في طبقة الأجار وإضافة المادة لها وتركها تنتشر بالانتشار البسيط في الطبق، تترك الأطباق المخبرية لمدة 48 ساعة في بدرجة حرارة الفرقة في الحاضنة incubator ويتم بعدها أخذ النتائج للأختبار.

الطريقة العامة لأختبار أيمز

### النتائج
-إذا كانت المادة الكيميائية المضافة قادرة على احداث الطفرات فانه سيلاحظ نمو بكتيريا أكثر بكثير في الطبيق المخبري الذي يحيوها مقارنة بالطبق الذي لم يتم إضافة أي مادة كيميائية له، وذلك دليل على أن المادة المضافة أحدثت طفره في السالمونيلا التي تستلزم الحمض الاميني histidine للتضاعف، فجعلتها تنتج الهستدين خاصتها.- قد تظهر بعض المستعمرات الجديدة للبكتيريا في الطبق المخبري الخالي من المادة الكيميائية وهذا بسبب الطفرات التلقائية المستحدثة spontaneous mutations .
- في حال أظهر الاختبار نتيجة موجبة فأنه يؤكد على أنه: كلما زاد تركيز جرعة المادة الكيميائية المسببة للطفرة، كان تأثيرها في احداث الطفرات أكبر (تناسب طردي) مؤكدا على أنه لا يوجد عتبة أو حد امن من الجرعة في حال تبين أنها مادة مسرطنه باختبارات لاحقة أكثر تعقيدا وتطورا، لكن يستطيع جسم الكائن الحي تحمل الطفرات المستحدثة بكميات حسب إليه الجسم الدفاعية التي تعمل على اصلاح المادة الوراثية DNA repair mechanism .
- عدد المستعمرات أو خلايا البكتيريا الجديدة تتناسب طرديا مع مدى قبالية المادة الكيميائية على احداث الطفرات الجينيه.
-سرعة حدوث الطفرات تختلف من كائن حي لأخر بحسب سرعة امتصاص الخلية للمادة الكيميائية، ونوعية ونشاط العمليات الحيويه في الجسم.

### قصور في النتائج للتجربة
-ان السالمونيلا بكتيريا والبكتيريا تعتبر من بدائيات النواة بدائيات النوىs ، على غرار الإنسان والحيوان (حقيقيات النواة) حقيقيات النوى، لذلك فالبكتيريا ليست نموذج مثالي لدراسة الطفرات بالإنسان، حاليا أصبح يستعاظ عن البكتيريا بخلايا الخميرة، وذلك لأنها حقيقة النواة.
- ان العينة المستخلصه من كبد الفأر استخدمت لتحاكي العمليات الحيويه للثديات لكنها لا تعكس العمليات الحقيقية في جسم الإنسان، حديثا أصبح يستعاظ عنها بعينه مستخلصه من كبد الإنسان.
- يعطي الاختبار في بعض الأحيان نتيجة سالبة لبعض المواد المسرطنه ونتيجة موجبة لمواد أمنه (نتائج خاطئة) flase positives and false negatives.
- يفشل الاختبار في التحري عن بعض المواد المسرطنة وذلك لأنه بعض المواد ليست مسرطنه بحد ذاتها، ولكنها قد تتحول لمواد مسرطنة بفعل التفاعلات الحيويه في الجسم الحيوانات وليس في البكتيريا.

### تحذير
عند التعامل مع البكتيريا يجب أخد الاحتياطات والضوابط، وذلك لأنه السالمونيلا بكتيريا ممرضه وهي مسؤولة عن تسمم الاغذيه وخصوصا اللحوم.

#### تطبيقات واستخدامات لأختبار أيمز
يستخدم اختبار أيمز كاختبار مبدأي وليس حاسم للكشف عن المواد المحتمل أن تسبب السرطان وذلك لأنها تسبب الطفرات ومنها: المبيدات الحشريه، مضادات العشب، صبغات الشعر، مستحضرات التجميل وإضافات الأغذية.